# 에마 해밀턴 (배우)
에마 해밀턴(Emma Hamilton, 1984년 1월 1일 ~ )은 오스트레일리아의 배우이다.
멜버른에서 태어났다.

## 출연 작품

### 영화
- 폭풍 속으로 (2009, Into the Storm) - 베티 역
- 콜드 라잇 오브 데이 (2011) - 다라 역
- 위기의 남자들 (2011, Whole Lotta Sole) - 트레이시 역
- 다윈으로 가는 마지막 택시 (2015, Last Cab to Darwin)

### 텔레비전
- 튜더스 (2009-10) - 애나 스탠호프 역